# 茅家埠村

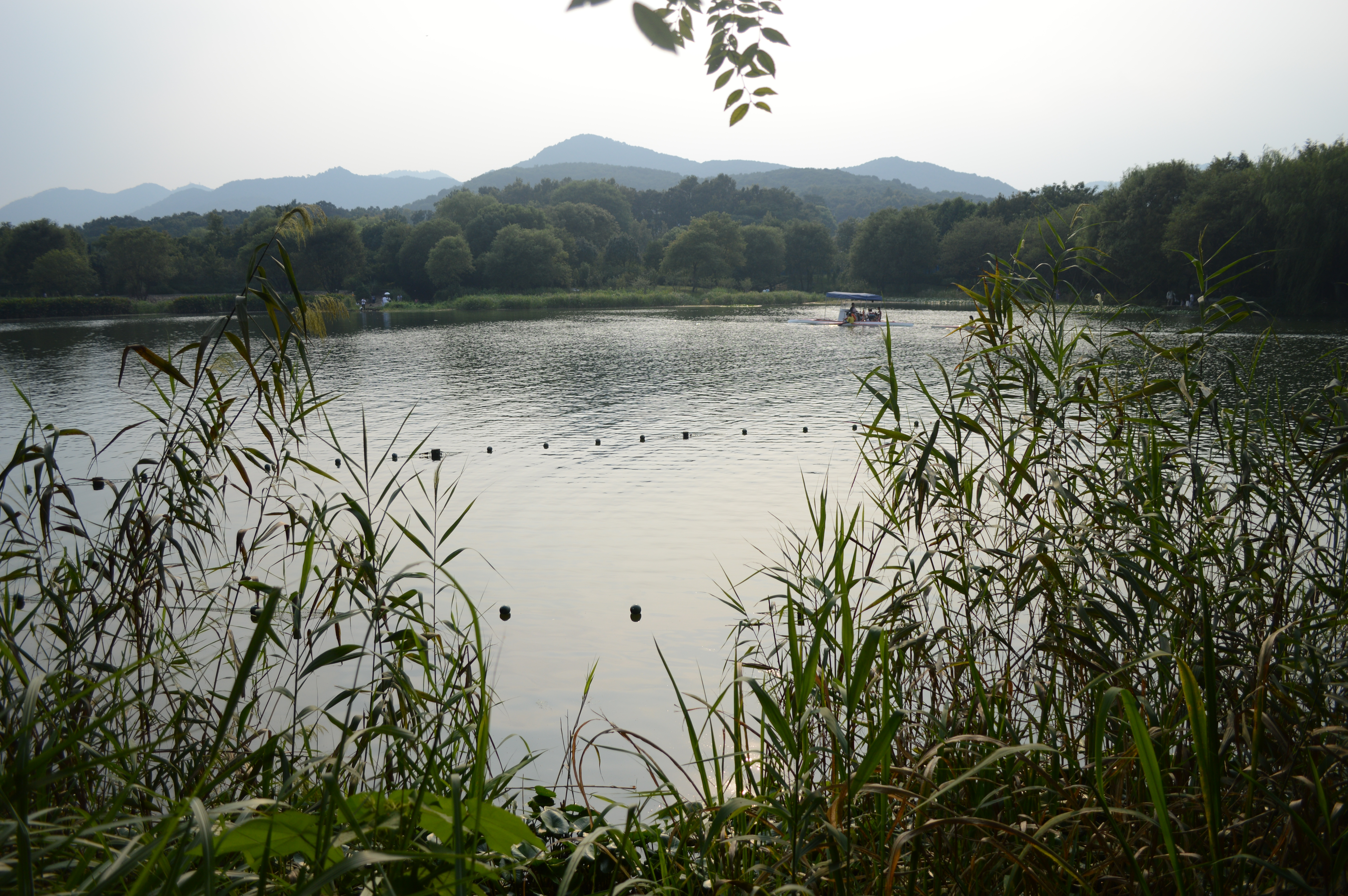
茅家埠景区

茅家埠村是中国浙江省杭州市西湖区西湖街道所辖的一个村，位于西湖风景区内。该村总人口466人。因旧时此地居民多茅姓人家，且此地为旧时码头，故名茅家埠。茅家埠为西湖龙井茶的产地之一，有一级保护龙井茶基地200余亩。西湖环境整治之后，茅家埠景区成为人工湿地公园，面积27 hm2（67 acre）。